# (15203) Grishanin
(15203) Grishanin (1978 SS6) – planetoida z pasa głównego asteroid okrążająca Słońce w ciągu 3,8 lat w średniej odległości 2,43 j.a. Odkryta 26 września 1978 roku.